# Chigarekunte, Srinivaspur
Chigarekunte là một làng thuộc tehsil Srinivaspur, huyện Kolar, bang Karnataka, Ấn Độ.